# Sân bay Calbayog
Sân bay Calbayog (IATA: CYP, ICAO: RPVC) là một sân bay phục vụ vùng Thành phố Calbayog, tỉnh Samar ở Philippines. Sân bay được xếp hạng sân bay thương mại nhỏ theo Cục giao thông hàng không Philippines, một cơ quan thuộc Bộ giao thông Vận tải Philipin. 

## Các hãng hàng không

### Các hãng hiện tại
Hiện có các hãng sau đang hoạt động tại đây.
- Asian Spirit (Manila)
- Philippine Airlines
  - PAL Express (Manila) [bắt đầu ngày 17 tháng 7